# Маскаев, Михаил Филиппович
Михаи́л Фили́ппович Маска́ев (21 декабря 1918, Республика Алтай, Алтайский край — 8 июля 1984, Бийск, Алтайский край) — лейтенант Рабоче-крестьянской Красной Армии, участник Великой Отечественной войны, Герой Советского Союза (1944).

## Биография
Михаил Маскаев родился 21 декабря 1918 года в селе Дмитриевка (ныне — Турочакский район Республики Алтай). После окончания семи классов школы работал в колхозе. В 1938 году Маскаев был призван на службу в Рабоче-крестьянскую Красную Армию. Окончил полковую школу. С июня 1942 года — на фронтах Великой Отечественной войны. К июлю 1943 года лейтенант Михаил Маскаев командовал взводом 66-й отдельной разведроты 97-й стрелковой дивизии 39-й армии Калининского фронта. Отличился во время освобождения Смоленской области.
16 июля 1943 года Маскаев во главе разведгруппы пробрался во вражеский тыл и атаковал штаб немецкого пехотного полка, уничтожив более 30 и взяв в плен ещё 9 солдат и офицеров противника, а также захватив важные документы. 22 июля 1943 года с той же разведгруппой он совершил налёт на деревню Шацкое, захватив несколько пленных, 3 лошади и важные документы. В ночь с 16 на 17 сентября 1943 года во время боёв за Духовщину Маскаев вместе с разведгруппой пробрался в немецкий тыл и атаковал вражеские траншеи. В том бою он получил тяжёлую контузию взрывом снаряда и был отправлен в госпиталь.
Указом Президиума Верховного Совета СССР от 4 июня 1944 года за «отвагу и героизм, проявленные при проведении разведывательных операций» лейтенант Михаил Маскаев был удостоен высокого звания Героя Советского Союза с вручением ордена Ленина и медали «Золотая Звезда» за номером 3932.
4 июня 1944 года разведгруппа Маскаева освободила около восьми тысяч заключённых концлагеря. В ходе этой операции Маскаев наступил на мину и в результате тяжёлого ранения остался без ноги. Был уволен в отставку по инвалидности. Проживал в Бийске, руководил швейной фабрикой, сберкассой. Занимался общественной деятельностью. 
Умер 7 июня 1984 года, похоронен в Бийске.

## Награды и звания
Был также награждён орденами Красного Знамени и Отечественной войны II степени, двумя орденами Красной Звезды, рядом медалей. 

## Память
- В честь Маскаева названа улица в Витебске.
- Имя М. Ф. Маскаева присвоено средней школе № 24 г. Витебска[2]. На здании школы размещён мурал, посвящённый Герою. Одна из экспозиций в школьном музее посвящена М. Ф. Маскаеву.